# Cook-szigeteki labdarúgó-szövetség
Cook-szigeteki labdarúgó-szövetség (CIFA) (angolul: Cook Islands Football Association).

## Történelme
1971-ben alapították. 1994-től tagja a Nemzetközi Labdarúgó-szövetségnek (FIFA) és az Óceániai Labdarúgó-szövetségnek (OFC). A FIFA legkisebb tagszövetsége, lakossága 15.000 fő, de területe hozzávetőlegesen Nyugat-Európa méretű. Fő feladata a nemzetközi kapcsolatokon kívül, a  Cook-szigeteki labdarúgó-válogatott férfi és női ágának, a korosztályos válogatottak illetve a nemzeti bajnokság szervezése, irányítása. 48 sportegyesületben 1800 labdarúgó sportol.

### Bizottságai
Játékvezető Bizottság (JB) – felelős a játékvezetők utánpótlásáért, elméleti (teszt) és cooper (fizikai) képzéséért, foglalkoztatásáért.

### Külső hivatkozások
- Cook-szigeteki Labdarúgó-szövetség. cookislandsfootball.com. [2014. július 27-i dátummal az eredetiből archiválva]. (Hozzáférés: 2015. április 19.)